# Кръвна плазма
Кръвната плазма е течният компонент на кръвта, в който плават кръвните клетки. Съставлява около 55% от обема на кръвта. Основната съставка е водата (90%-92%) с разтворени в нея органични (7%-8%) и неорганични вещества (1%). Органичните вещества са разнообразни белтъци, въглехидрати и мазнини, витамини, ензими, хормони и органични киселини.
2/3 от плазмените белтъци се синтезират в черния дроб. Синтезираният в черния дроб плазмен белтък фибриноген играе основна роля при кръвосъсирването.
Част от кръвната плазма се филтрира през стените на кръвоносните съдове и преминава в тъканната течност, която изпълва междуклетъчните пространства. Част от тъканната течност се връща обратно, а друга част непрекъснато прониква в лимфните капиляри и образува лимфата.
Кръвната плазма като продукт за кръвопреливане се изготвя посредством въртене на прясна кръв в центрофуга, докато кръвните клетки се утаят на дъното. Ако в епруветка с кръв се прибави противосъсирващо вещество, кръвната плазма се отделя като горен слой. Кръвният серум представлява кръвна плазма без фибриноген или други съсирващи фактори.